# Giacca Rossa
Giacca Rossa (noto come Otetiani in gioventù o Sagoyewatha) (1750 – 1830) è stato un capo tribale ed un oratore nativo americano del clan Lupo dei Seneca.
Negoziò per conto della sua tribù con gli Stati Uniti d'America dopo la guerra d'indipendenza americana, quando i Seneca, alleati dei britannici, furono obbligati a cedere molta della loro terra ed a firmare il trattato di Canandaigua (1794). Aiutò ad aggiudicarsi una parte del territorio Seneca nello stato di New York, anche se buona parte del suo popolo era migrato in Canada per un nuovo insediamento.
Il suo discorso su "Religione per i Bianchi e per i Rossi" (1805) è stato conservato come esempio del suo grande stile oratorio.

## Biografia
Il luogo di nascita di Giacca Rossa è stato a lungo dibattuto. Alcuni storici sostengono che nacque nel vecchio castello Seneca nei pressi dell'attuale Geneva (New York), vicino al lago Seneca. Altri credono che nacque nei pressi di lago Cayuga e dell'odierna Canoga, mentre altri ancora piazzano il suo luogo di nascita a sud di Branchport, sul lago Keuka nei pressi della foce del Basswood. Si sa che trascorse buona parte della gioventù a Basswood, dove fu anche sepolta la madre. Sua madre era del clan del Lupo, ed a causa del sistema matrilineare degli Irochesi ne faceva parte anche lui.
Giacca Rossa visse da adulto in territorio Seneca nella valle del fiume Genesee. Negli ultimi anni di vita tornò in Canada per breve tempo. Lui ed il capo Mohawk Joseph Brant furono acerrimi nemici, anche se spesso si incontravano nella casa lunga della confederazione irochese. Durante la guerra d'indipendenza americana, quando entrambe le nazioni irochesi erano alleate dei britannici, Brant chiamò ripetutamente Giacca Rossa con il nomignolo di "uccisore di vacche", facendo riferimento alla battaglia Newtown del 1779 in cui Giacca Rossa uccise una mucca utilizzandone il sangue per affermare di avere ucciso un ribelle americano.

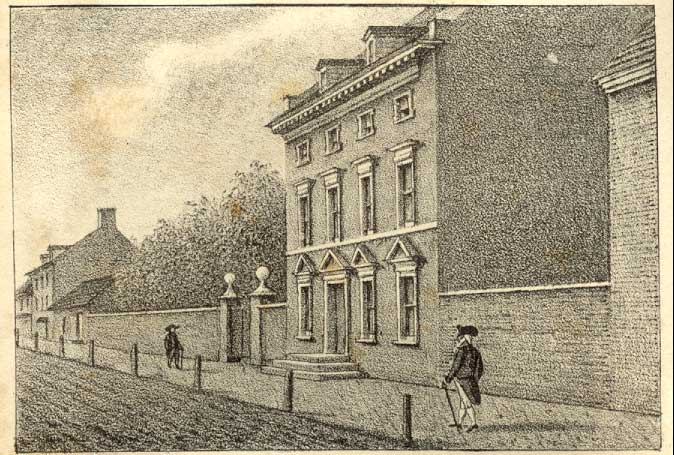
President's House, Filadelfia. Giacca Rossa vi incontrò George Washington, ed in seguito John Adams, quando Filadelfia era temporaneamente la capitale federale

Giacca Rossa divenne un famoso oratore, e parlava dei diritti del suo popolo. Giocò un ruolo fondamentale nelle negoziazioni con il governo federale statunitense dopo la guerra. Nel 1792 guidò una delegazione di 50 uomini a Filadelfia. Il presidente George Washington si presentò con una speciale "medaglia di pace", un grosso ovale placcato d'argento con incisa l'immagine di Washington mentre stringeva la mano a Giacca Rossa; sotto c'era scritto "George Washington", "Giacca Rossa" e "1792". Giacca Rossa indossò questa medaglia sulla giacca in ogni ritratto che si fece fare. Oggi si trova nella collezione del Buffalo History Museum. Gli fu dato anche un lungo fucile intarsiato d'argento con le sue iniziali, l'emblema del clan del Lupo e il suo nome Sagoyewatha. Questo fucile rimase privato fino alla sua morte. Nel 1794 Giacca Rossa fu il firmatario, assieme a Piantatore di Grano, Bel Lago ed altri 50 Irochesi del trattato di Canandaigua, con il quale cedettero molta terra a causa della loro alleanza con i britannici che persero la guerra. Confermò la pace con gli Stati Uniti ed i confini delle terre Seneca ad est del fiume Genesee stabiliti con il Phelps and Gorham Purchase del 1788.
Jemima Wilkinson, nota come The Publick Universal Friend, e la sua Society of Friends di Filadelfia furono i primi coloni della regione nel 1790. Nonostante il saccheggio dell'insediamento dei nativi di Ah-Wa-Ga Owego (New York) perpetrato dai generali Clinton e Sullivan durante la guerra di secessione, la Society ebeb contatti pacifici con l'allora diffidente tribù Seneca degli Irochesi. I Seneca fecero pace con le persone dei Finger Lakes, ma ebbe problemi con quelli della contea di Genesee e della parte occidentale dello stato di New York.
Nel 1797, grazie al trattato di Big Tree, Robert Morris acquistò dai Seneca per 100 000 dollari alcune terre ad ovest del Genesee. Quest'area è oggi Geneseo nella contea di Livingston. Giacca Rossa cercò di evitare la vendita ma, non riuscendo a convincere gli altri capi, rinuncio ad opporsi. Morris aveva già acquistato terra dagli indiani in Massachusetts e l'aveva rivenduta alla Holland Land Company per scopi speculativi. Tenne per sé solo la riserva Morris, una proprietà nei pressi dell'attuale Rochester. Durante i negoziati Brant raccontò una storia infamante per Giacca Rossa, ma Piantatore di Grano intervenne ed impedì che il capo uccidesse Brant.

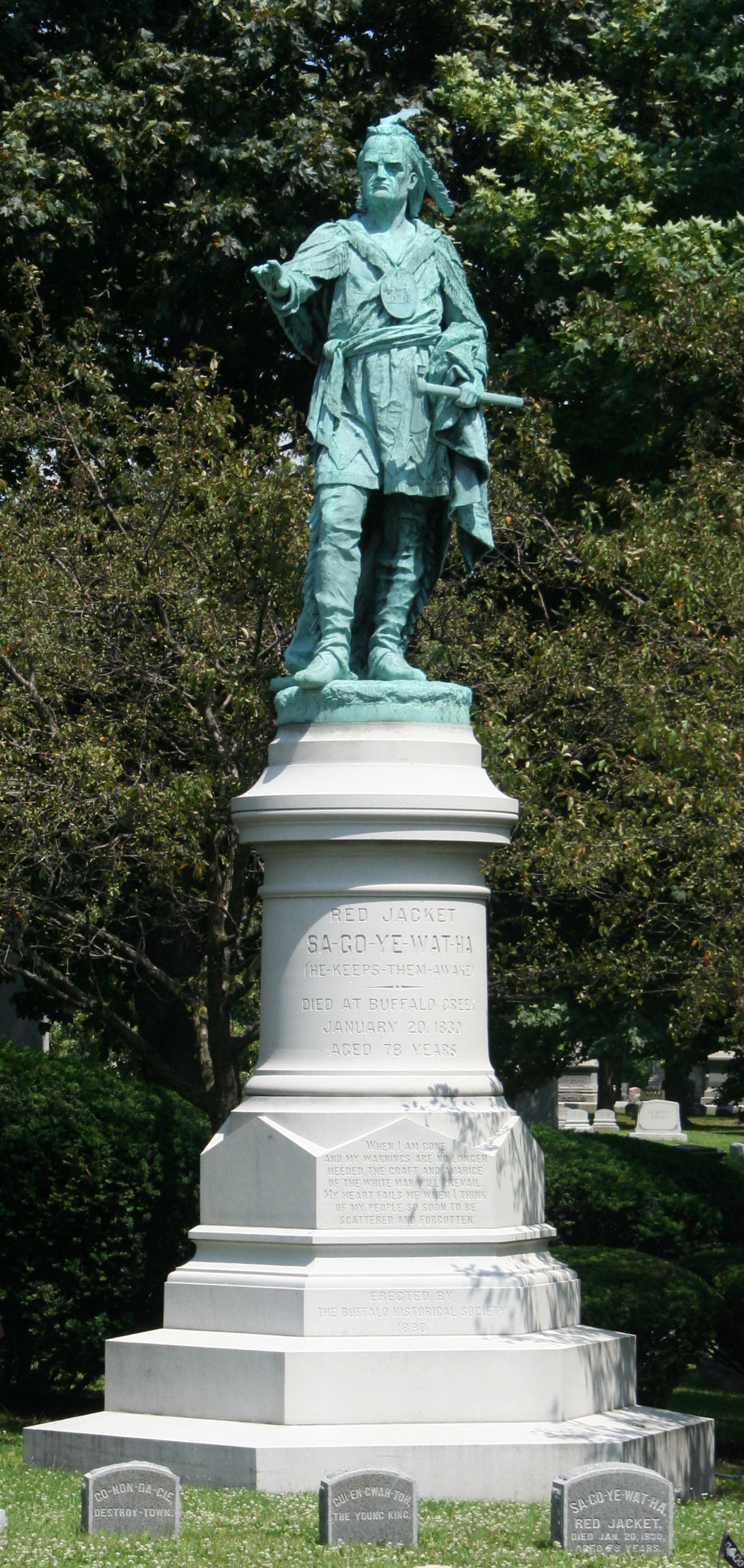
Monumento al cimitero di Forest Lawn

Giacca Rossa prese questo nome, uno dei tanti che usava, a causa di una giacca ricamata donatagli dai britannici per i successi militari. I Seneca erano alleati della corona britannica durante la guerra di indipendenza americana, sia per le lunghe tradizionali relazioni che per la speranza di limitare l'invasione del proprio territorio. Dopo la sconfitta degli alleati, i Seneca furono obbligati a cedere molta terra agli Stati Uniti. Molti di loro si trasferirono in Canada in quella che oggi è la riserva delle Sei Nazioni in Ontario. Durante la guerra anglo-americana Giacca Rossa sostenne gli americani.
Il suo nome da adulto, Sagoyewatha, che probabilmente si traduce in "egli li tiene svegli", gli fu dato dai Seneca attorno al 1780 per le sue doti oratorie. Quando nel 1805 Cram, un missionario della Nuova Inghilterra, chiese di fondare una missione presso i Seneca, Giacca Rossa gli rispose spiegando quanto il suo popolo aveva sofferto a causa degli europei. Il suo "Religione per i Bianchi e i Rossi" espresse il suo profondo pensiero che la religione dei nativi fosse sufficiente per i Seneca e gli altri nativi americani. Il discorso è stato conservato come uno dei migliori esempi di oratoria.
Giacca Rossa divenne alcolista, e ben presto si pentì di aver fatto il primo sorso. Quando gli fu chiesto se avesse figli, Giacca Rossa, che aveva perso gran parte della prole a causa delle malattie, disse:
(Benson J. Lossing, A centennial edition of the history of the United States)
Negli ultimi anni Segoyewatha visse a Buffalo(New York). Alla sua morte i suoi resti furono sepolti in un cimitero indiano. Nel 1876 William Cullen Bryant presentò un progetto al consiglio dei Seneca per recuperare le spoglie di Giacca Rossa e spostarle nel cimitero di Forest Lawn a Buffalo. Lo spostamento avvenne il 9 ottobre 1884. I documenti, con le lettere di Horatio Hale, Ely Parker (nipote di Giacca Rossa) ed altri fu pubblicato (Buffalo, 1884).
Secondo l'Appletons' Cyclopædia of American Biography, "vennero fatti molti suoi ritratti. George Catlin lo ritrasse due volte, Henry Inman una e Robert Walter Weir lo ritrasse nel 1828, quando Giacca Rossa era in visita a New York. Fitz-Greene Halleck lo celebrò con una canzone".

## Discorso al Senato
Questa famosa oratoria, nota anche col nome di "Religione per i Bianchi ed i Rossi", è un esempio delle sue grandi capacità oratorie. Avvenne attorno al 1805 in risposta a Jacob Cram, un missionario della Nuova Inghilterra. Quel giorno i due si incontrarono a Buffalo Creek, New York, per discutere le loro credenze religiose. Dopo l'incontro con i capi della delegazione Seneca, Giacca Rossa diede una risposta in nome del suo intero popolo. Fece riferimento alle parole di Cram, "C'è solo una religione, e solo un modo di servire Dio, e se non accettate il metodo corretto, non potrete più essere felici", e disse che ognuno aveva il diritto di credere come voleva.

## Retaggio
Molte strutture, navi e luoghi portano il suo nome, soprattutto nella regione dei Finger Lakes ed a Buffalo. Ad esempio:
- Una statua memoriale ed il Red Jacket Park si trovano a Penn Yan (New York) nei pressi del lago Keuka. La statua è stata scolpita da Michael Soles.
- La Red Jacket, una clipper, che stabilì il record di velocità tra New York e Liverpool.[1]
- Una porzione di terra sul fiume Buffalo si chiama "penisola Red Jacket". Sulla riva orientale si trova una targa con una breve biografia di Giacca Rossa e la storia del fiume.
- La comunità di Red Jacket in Virginia Occidentale, anche se il capo indiano non ebbe legami con la regione.[16]

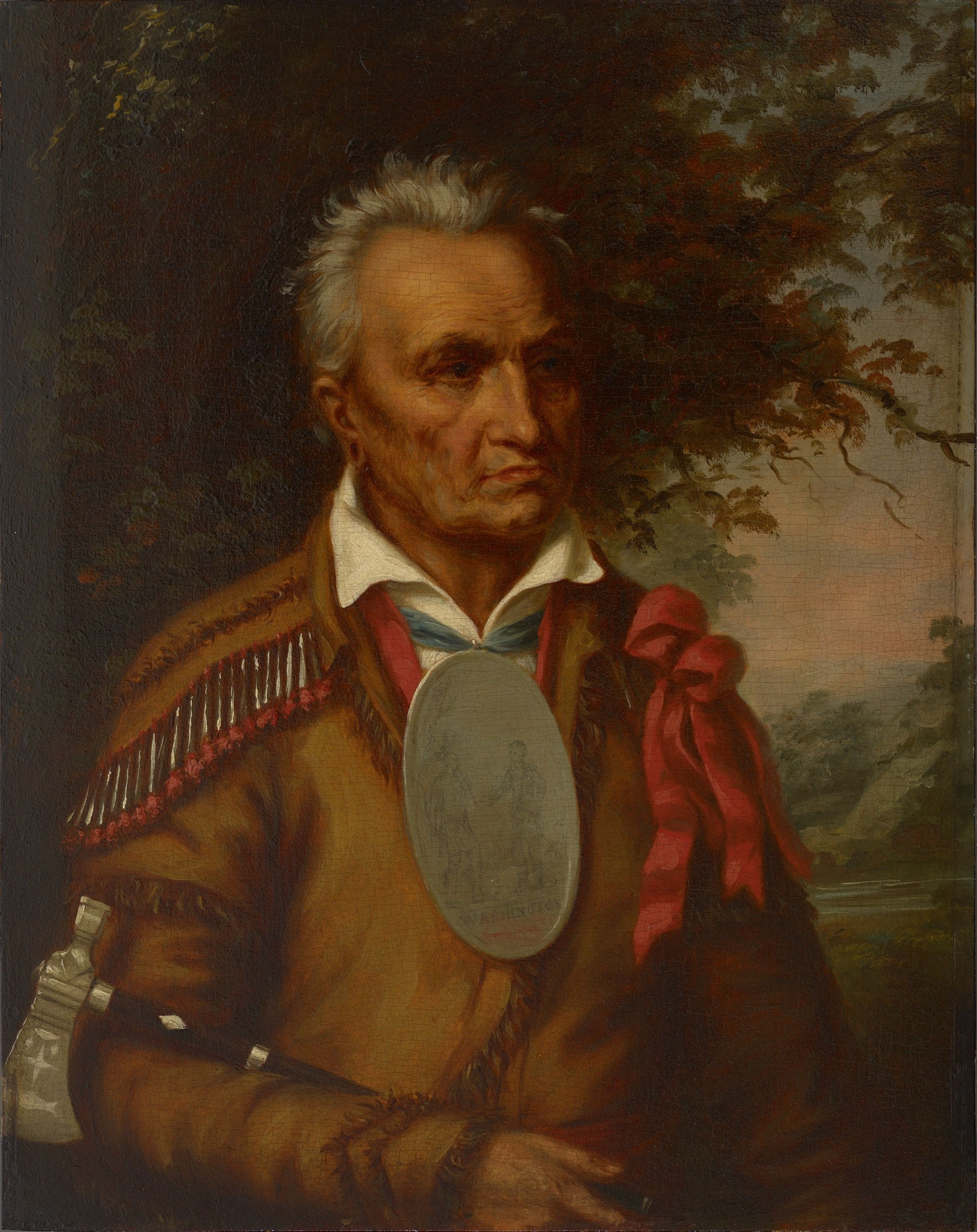
Giacca Rossa mentre indossa la "Medaglia della pace" donatagli da George Washington. Ritratto di Charles Bird King, circa 1828, Colby College Museum of Art.
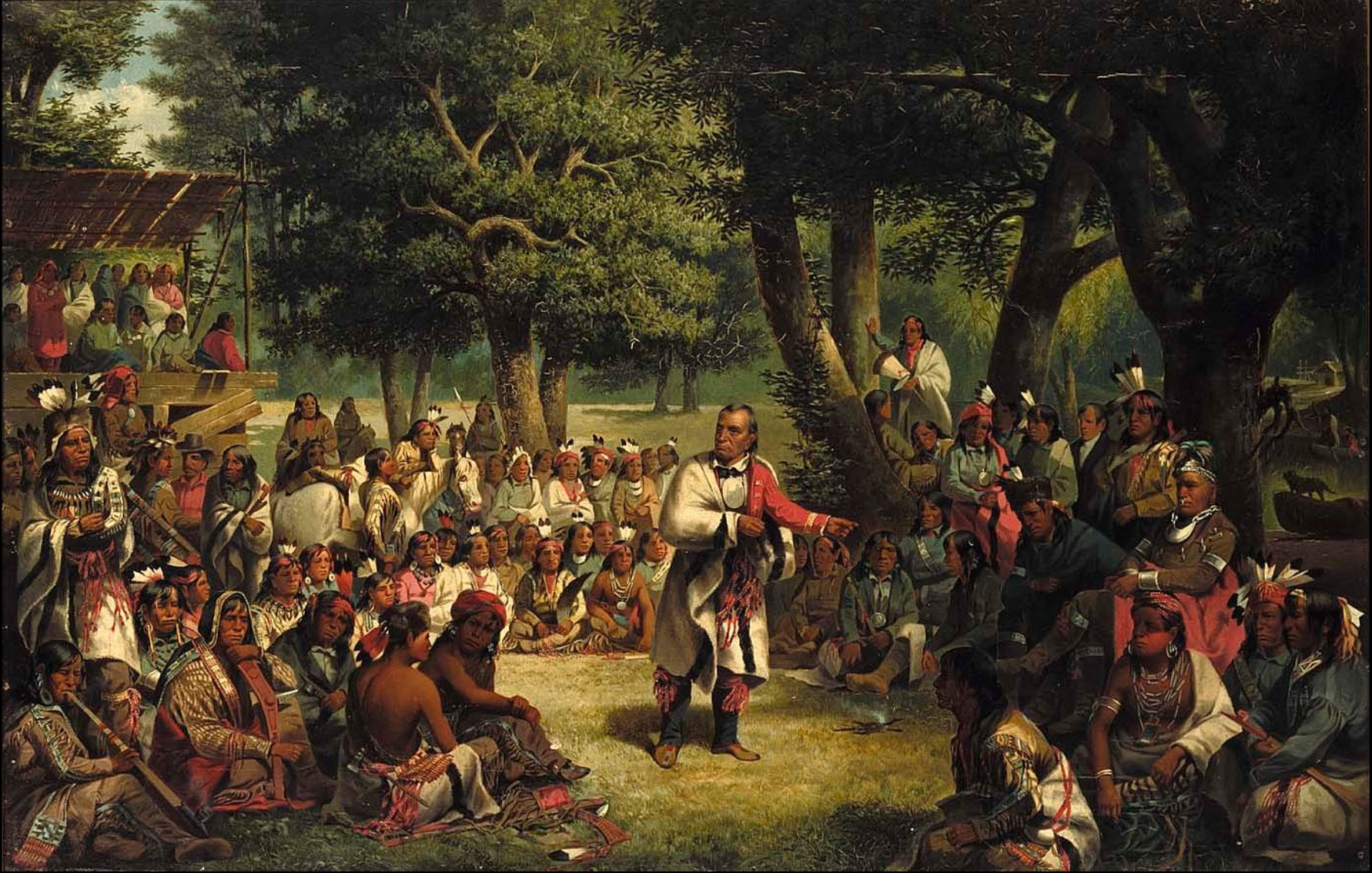
The Trial of Red Jacket di John Mix Stanley, 1869.
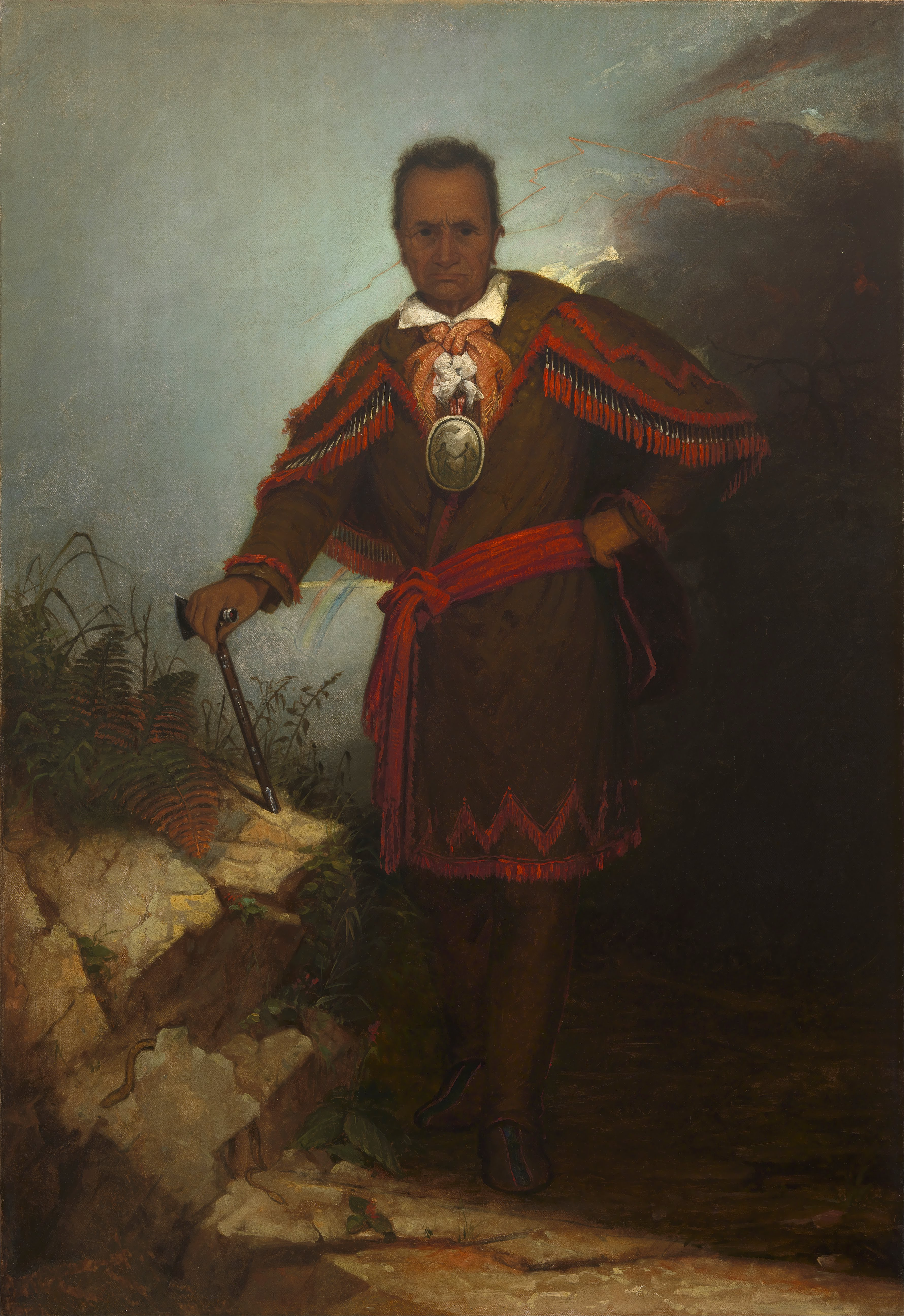
Ritratto di Thomas Hicks (1868), National Portrait Gallery